# I Premis Días de Cine
Els I Premis Días de Cine foren atorgats pel programa de televisió Días de cine el 22 de gener de 2014. Els premis no tenen assignació econòmica, però no descarten «tenir-la en un futur». Foren atorgats sis premis: millor pel·lícula, millor actor i millor actriu espanyol i estranger. L'entrega es va fer a la Cineteca del Matadero Madrid presidida per Gerardo Sánchez, presentador del programa.

## Premiats
| Categoria                    | Premiat                 | Labor premiada    |
| ---------------------------- | ----------------------- | ----------------- |
| Millor pel·lícula espanyola  | Todas las mujeres       | Mariano Barroso   |
| Millor pel·lícula estrangera | Searching for Sugar Man | Malik Bendjelloul |
| Millor actriu espanyola      | Marian Álvarez          | La herida         |
| Millor actriu estrangera     | Emmanuelle Riva         | Amor              |
| Millor actor espanyol        | Eduard Fernández        | Todas las mujeres |
| Millor actor estranger       | Matthew McConaughey     | Mud               |